# Alaca longicauda
Alaca longicauda är en insektsart som beskrevs av Paul W. Oman 1938. Alaca longicauda ingår i släktet Alaca och familjen dvärgstritar. Inga underarter finns listade i Catalogue of Life.